# Eau dormante (film)
Pour les articles homonymes, voir Eau dormante.
Pour plus de détails, voir Fiche technique et Distribution.
Eau dormante (Khamosh Pani: Silent Waters) est un  film pakistanais réalisé par Sabiha Sumar, sorti en 2003.

## Synopsis
Pakistan, années 1970. Dans une petite ville du Punjab, Veero, veuve modeste et mère d'un adolescent, Saleem; est une femme sereine et ouverte, appréciée de ses concitoyens. Mais le Pakistan vit une période troublée qui voit l'accession au pouvoir de fondamentalistes musulmans. La petite ville n'est pas épargnée, des fanatiques viennent y semer la peur et y imposer leur morale étriquée. Leurs discours enflammés et leur intransigeance séduisent les plus fragiles et en particulier Saleem. Veero assiste impuissante à la transformation de son fils et au retour d'un passé tragique.
La jeune réalisatrice Sabiha Sumar nous offre ici un film superbe, sensible, intelligent, triste sans être larmoyant. Elle nous conte à petites touches la destruction d'une femme et d'une société broyées par des esprits sectaires. Ces terroristes sans bombe, en manipulants des êtres immatures et en instrumentalisant la religion, font exploser une communauté paisible et plutôt tolérante.
Kiron Kher, est admirable de justesse et de sobriété. Elle interprète avec une grande finesse une mère que son fils rejette et une fille à qui on n'en finit pas de demander la plus totale soumission. C'est une femme que les hommes -fils, frère, père- ne respectent jamais, ne voyant en elle qu'un risque pour leur honneur.

## Fiche technique
- Titre : Eau dormante
- Titre original : Khamosh Pani: Silent Waters
- Réalisation : Sabiha Sumar
- Scénario : Sabiha Sumar et Paromita Vohra
- Production : Helge Albers, Peter Hermann et Philippe Avril
- Musique : Madan Gopal Singh et Arshad Mahmud
- Photographie : Ralph Netzer
- Montage : Bettina Böhler
- Décors : Olivier Meidinger
- Costumes : Heike Schultz-Fademrecht
- Format : couleurs
- Genre : drame
- Durée : 99 minutes
- Date de sortie : 2003

## Distribution
- Kiron Kher : Veero or Ayesha
- Aamir Ali Malik : Saleem
- Arsad Mahmud
- Shilpa Shukla

## Distinctions
- Léopard d'or au Festival de Locarno 2003
- Montgolfière d'argent au Festival des trois continents 2003